# Matviivka, Kotelva
Matviivka (în ucraineană Матвіївка) este un sat în comuna Mîloradove din raionul Kotelva, regiunea Poltava, Ucraina.

## Demografie
Componența lingvistică a localității Matviivka
     Ucraineană (100%)
Conform recensământului din 2001, toată populația localității Matviivka era vorbitoare de ucraineană (100%).